# Je, tu, il, elle
Je, tu, il, elle es una película de 1974 dirigida por Chantal Akerman.

## Elenco
- Chantal Akerman como Julie.
- Niels Arestrup como conducto.
- Claire Wauthion como amiga de Julie.